# 緑川 (埼玉県)
緑川（みどりかわ）は、埼玉県川口市・蕨市・戸田市を流れる荒川水系の一級河川である。一級起点は川口市前川町 4丁目514 番１地先の市道橋、終点は菖蒲川の合流点である。流路総延長4.75 kmのうち一級起点から竪川合流点までは支流（緑川（竪川流域））であり流路延長1.45 km、竪川合流点から菖蒲川合流点までは菖蒲川支流であり延長3.3 kmである。緑川の流域面積は4.75 km²である

## 概要
かつては六ヶ所村用水（六ヶ村用水、ろっかそんようすい）とよばれた灌漑用水のために江戸時代から昭和初期にかけて作られた人工河川である。一級起点から堅川合流点までは堅川支流であり、六ヶ村用水を水源とする。起点付近は2009年度に埼玉県による水辺再生100プランの対象となり護岸再整備が実施された。堅川合流点より下流は菖蒲川支流となり緑川浄化施設を主な水源とする。緑川浄化施設は堅川より水をくみ上げ、バクテリアで汚れた水を浄化し、放流する施設である。かつては一級起点付近から流れた水は竪川を伏せ越して流下し、菖蒲川に合流していたが、伏せ越しが撤去され、上流部の水はすべて竪川に合流するため、堅川流域である「緑川（堅川流域）」と菖蒲川流域である「緑川」に分かれることとなった。
沿線は一級起点からほぼ全川にわたって密集した住宅地の中を通過する。途中伊刈排水路や堅川、中田橋付近で川口市水路（名称不明）と直角に交差し農業用水路としての面影を残している部分がある。下流に行くに従い蕨市塚越排水機場からの放流口や蕨市南町排水機場からの放流路（蕨排水路）、川口市仲町ポンプ場からの放流口が合流するなど下流域は都市河川としての雰囲気が強くなる。菖蒲川合流点から0.75 km地点の立野際橋までは浸水被害の防止、軽減のための目標を達成している区間となり川幅が大きく広がる区間である。この区間から菖蒲川合流点付近では工業地帯となる。

## 河川施設
- 緑川浄化施設

## 橋梁
- 観音橋（観音通り）
- 愛宕橋
- 前川橋（南浦和前川通り）
- 右近橋
- 二ツ橋
- 中田橋
- 名称不明（埼玉県道35号川口上尾線〈産業道路〉）
- 稲荷橋
- 緑ヶ池橋
- 緑橋
- ひこばえ橋
- 第二丁張橋
- JR東北本線
- 三和橋（埼玉県道110号川口蕨線）
- 丁和橋
- 鬼沢橋（鬼沢通り）
- 立野際橋
- 喜沢橋（東京都道・埼玉県道68号練馬川口線）